# Palais Wilson

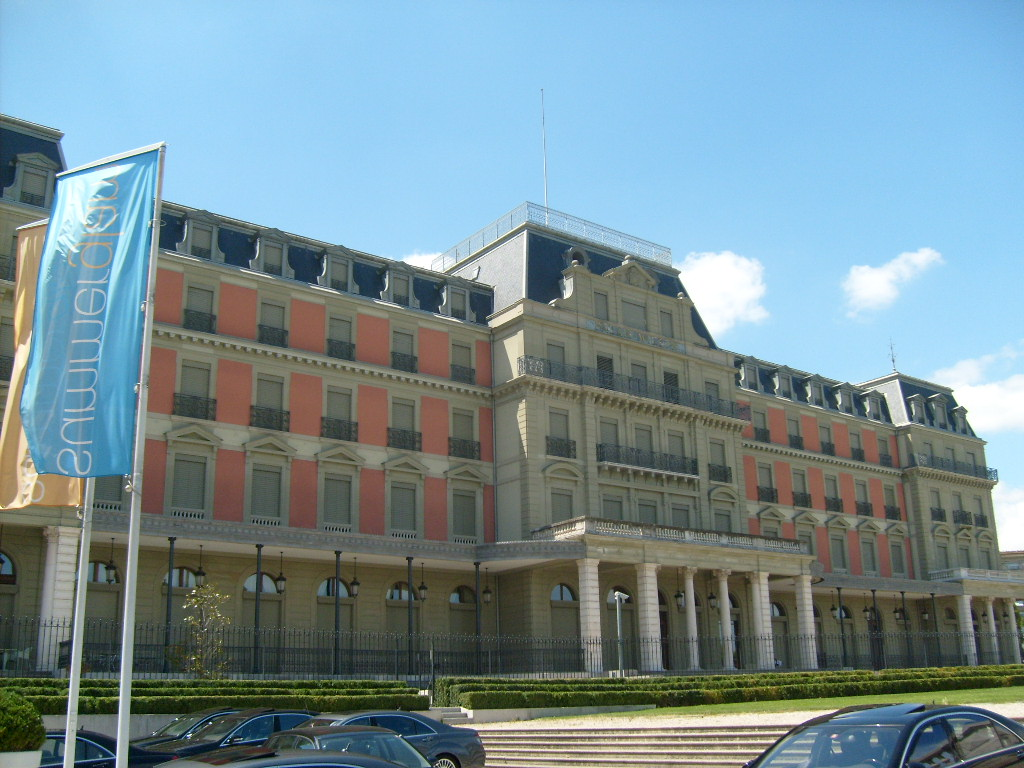
Palais Wilson.

El Palais Wilson (en español: Palacio Wilson) en Ginebra, Suiza, es la sede actual de la Oficina del Alto Comisionado de las Naciones Unidas para los Derechos Humanos. También fue la sede de la Sociedad de las Naciones desde el 1 de noviembre de 1920 hasta que ese organismo trasladó sus instalaciones al Palacio de las Naciones el 17 de febrero de 1936, que se construyó entre 1929 y 1938, también en Ginebra. En 1924, el edificio lleva el nombre del presidente de los Estados Unidos, Woodrow Wilson, quien fue fundamental para la fundación de la Sociedad de las Naciones. Los órganos creados en virtud de tratados también celebran sus sesiones en el Palais Wilson. En 1932, se construyó un anexo de vidrio para albergar la Conferencia de desarme de 1932. La Secretaría de la Oficina Internacional de Educación ocupó el edificio entre 1937 y 1984 El anexo fue destruido en un incendio en 1987.
El edificio, ubicado en el lado occidental del lago de Ginebra, es uno de los más destacados en el paseo marítimo. El edificio de cinco pisos y 225 habitaciones junto al lago de Ginebra fue construido originalmente en 1873-1875 como Hôtel National. Cuando Suiza se unió a la entonces recién creada Sociedad de las Naciones en 1920, las instalaciones se convirtieron en la sede del organismo mundial.